# کشتی مین‌روب کلاس وانیا
کلاس وانیا (به انگلیسی: Vanya-class) مجموعه‌ای از مین‌روب‌ها بود که برای نیروی دریایی شوروی بین سال‌های ۱۹۶۰ و ۱۹۷۳ ساخته شد. نام شوروی آن پروژه ۲۵۷  بود.
یک کلاس از کشتی است که طول آن ۴۰.۲ متر می‌باشد.